# Prant d'Amreli
El prant d'Amreli fou una divisió principal del principat de Baroda, una de les quatre grans seccions en què es dividia el principat; estava subdivit en els districtes o seccions d'Amreli (Kathiawar centre oriental, centrada a Amreli) i Okhamandal (punta oest de Kathiawar amb capital a Dwarka) amb una superfície de 4.040 km² i població el 1881 de 147.468. En total estava format per disset seccions.
Les talukes eren:
- Amreli
- Dhari
- Khambha
- Kodinar
- Damnagar
- Shianagar
- Bhimkatta
- Okhamandal
- Beyt Shankhodha

Les municipalitats eren: Amreli, Damnagar, Dhari, Kodinar, Dwarka, i Beyt.
El governador portava el títol de subah.
La taluka d'Amreli dins el prant d'Amreli tenia una superfície de 590 km² i una població el 1891 de 51.598 i el 1901 de 55.183 habitants. La ciutat principal era Amreli i hi havia 58 pobles.